# Stopline Österreich
Stopline ist eine österreichische Meldestelle gegen Kinderpornografie, Nationalsozialismus und sonstigen Extremismus im Internet. Sie ermöglicht die einfache, anonyme und unbürokratische Meldung von Webseiten mit kinderpornografischen, nationalsozialistischen oder anderen extremistischen Inhalten.

## Geschichte
Die formale Gründung der damals noch genannten „ISPA-Hotline“ fand im November 1998 im Einvernehmen mit dem Bundesministerium für Inneres durch den Verband der Internet Service Providers Austria (ISPA) statt. Heute ist die Stopline eine von den Behörden autorisierte und anerkannte Meldestelle. Sie arbeitet eng mit den Behörden und den Internet-Service-Providern zusammen. Im Jahr 2012 gingen bei Stopline rund 2600 Meldungen ein. 15 % der Inhalte wurden als illegal eingestuft. Es gab nur zwei Fälle aus Österreich, der Rest lag im Ausland. Rund 95 % der gemeldeten Inhalte wurden gelöscht. Im Jahr 2013 stieg die Zahl der Meldungen auf 6.070, tatsächlich illegales Material stieg auf 26 %. Am 15. Mai 2014 lud Stopline zur 15-jährigen Jubiläumsveranstaltung. Im Jahr 2014 stieg die Anzahl der Meldungen erneut auf 8.792. Im Jahr 2014 wurde das sogenannte Sexting bei Meldungen relevant.

## Organisation
Finanziert wird Stopline aus den Mitteln des „Safer Internet Programms“ der Europäischen Kommission und vom Verband der Internet Service Providers Austria (ISPA). Sie ist Teil des Programms „Safer Internet Austria“ und Mitglied von INHOPE.
Stopline ist als freiwillige Selbstkontrolle der österreichischen Internet Service Provider in den Verband der Internet Service Providers Austria (ISPA) eingelagert. Beratendes und übergeordnetes Organ der Stopline ist der 12-köpfige Stopline-Beirat.
Gemeinsam mit SaferInternet Österreich (Schutz und Aufklärung für Internetnutzer)  und 147 – Rat auf Draht (Telefonhilfe für Kinder, Jugendliche und deren Bezugspersonen) bildet die Meldestelle das „Safer Internet Centre Austria“.

## Aufgaben
Nach Eingang einer Meldung überprüfen die Mitarbeiter, ob das Material tatsächlich illegal im Sinne der österreichischen Gesetze ist. In diesem Fall wird sofort die zuständige österreichische Exekutive, der gegebenenfalls betroffene österreichische Provider und die ausländische Partner-Hotline im Rahmen von INHOPE, einem Netzwerk von Hotlines gegen illegale Inhalte im Internet, informiert, um diese Inhalte möglichst schnell zu entfernen. Zur verstärkten Kooperation mit den Behörden gehören auch regelmäßige Treffen, unter anderem um die technischen Kenntnisse der beteiligten Personen zu erweitern.